# Choerades femoratus
Choerades femoratus är en tvåvingeart som först beskrevs av Johann Wilhelm Meigen 1820.  Choerades femoratus ingår i släktet Choerades, och familjen rovflugor. Arten är reproducerande i Sverige.